# مراد المالكي
مراد المالكي (من مواليد 9 مايو 1975)، لاعب كرة قدم تونسي يلعب في صفوف فريق الترجي الرياضي التونسي. بدأ مسيرته مع نادي الجريصة قبل أن ينتقل سنة 1994 إلى الأولمبي الباجي. بقي في باجة أربعة سنوات قبل أن ينتقل إلى الترجي. عرف مع الترجي عدة تتويجات في البطولة والكأس. يلعب منذ 1998 مع المنتخب التونسي وشارك معه في كأسي العالم 1998 و2002. بدأ مسيرته في موقع مهاجم ويلعب حاليا أساسا كمتوسط ميدان وأحيانا كظهير أيمن.

## روابط خارجية
- مراد المالكي على موقع الاتحاد الدولي (مؤرشف)  (الإنجليزية)
- مراد المالكي على موقع إي إس بي إن إف سي (الإنجليزية)
- مراد المالكي على موقع قاعدة بيانات كرة القدم.إي يو (الإنجليزية)
- مراد المالكي على موقع ناشيونال فوتبول تيمز (الإنجليزية)